# Prioneris sita
Prioneris sita är en fjärilsart som först beskrevs av Felder 1865.  Prioneris sita ingår i släktet Prioneris och familjen vitfjärilar. Inga underarter finns listade i Catalogue of Life.

## Bildgalleri

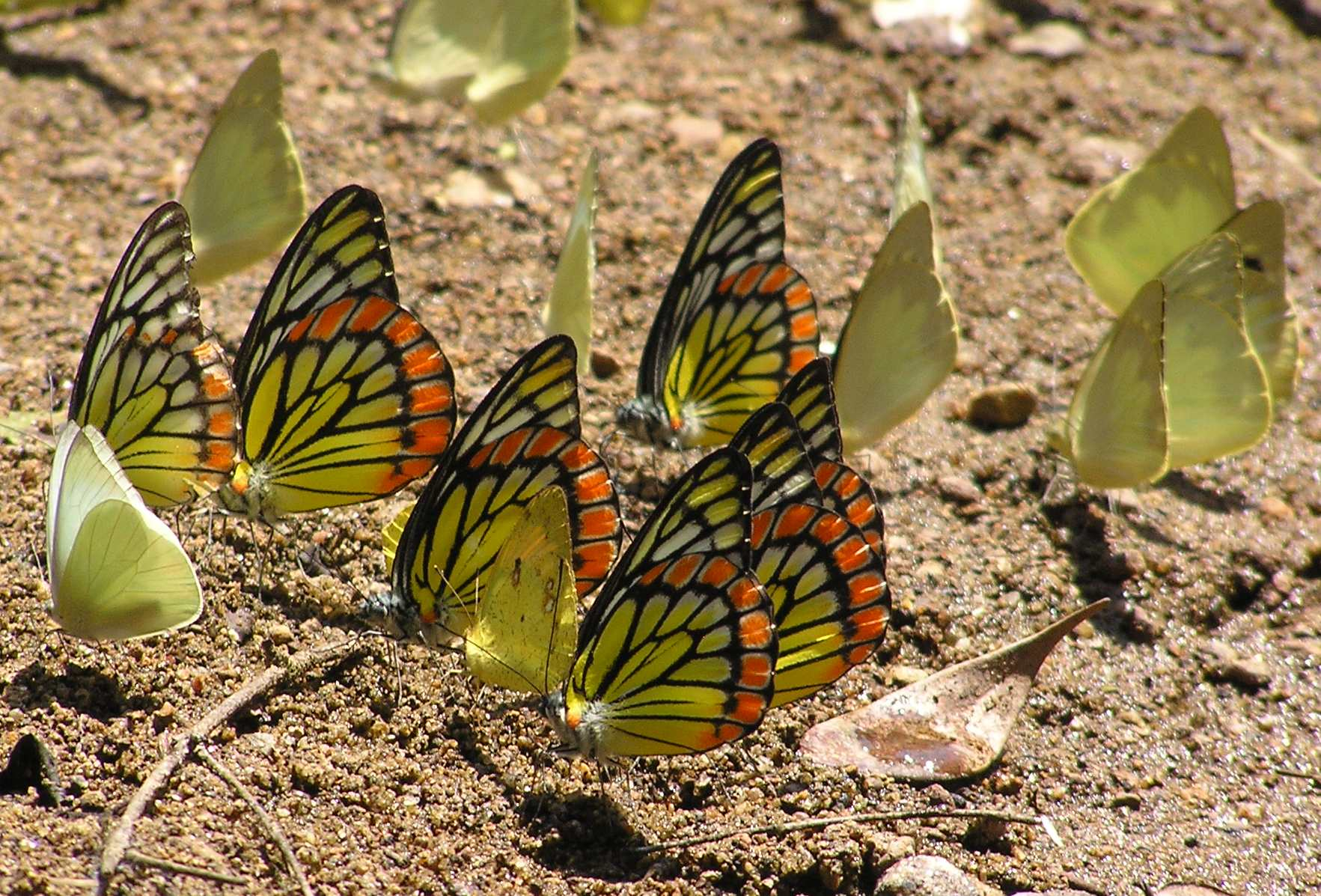
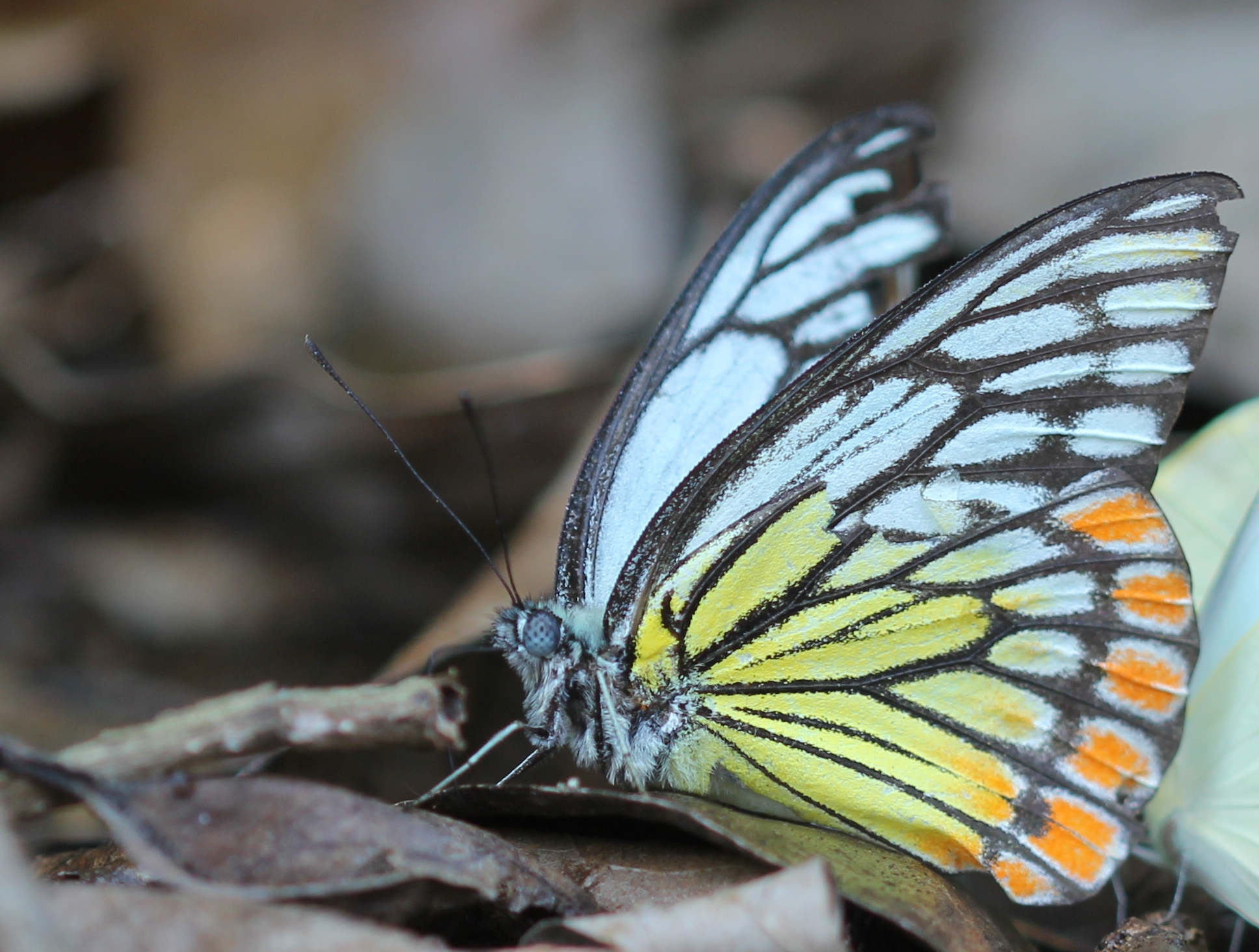
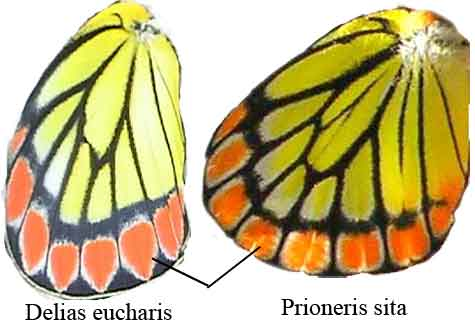
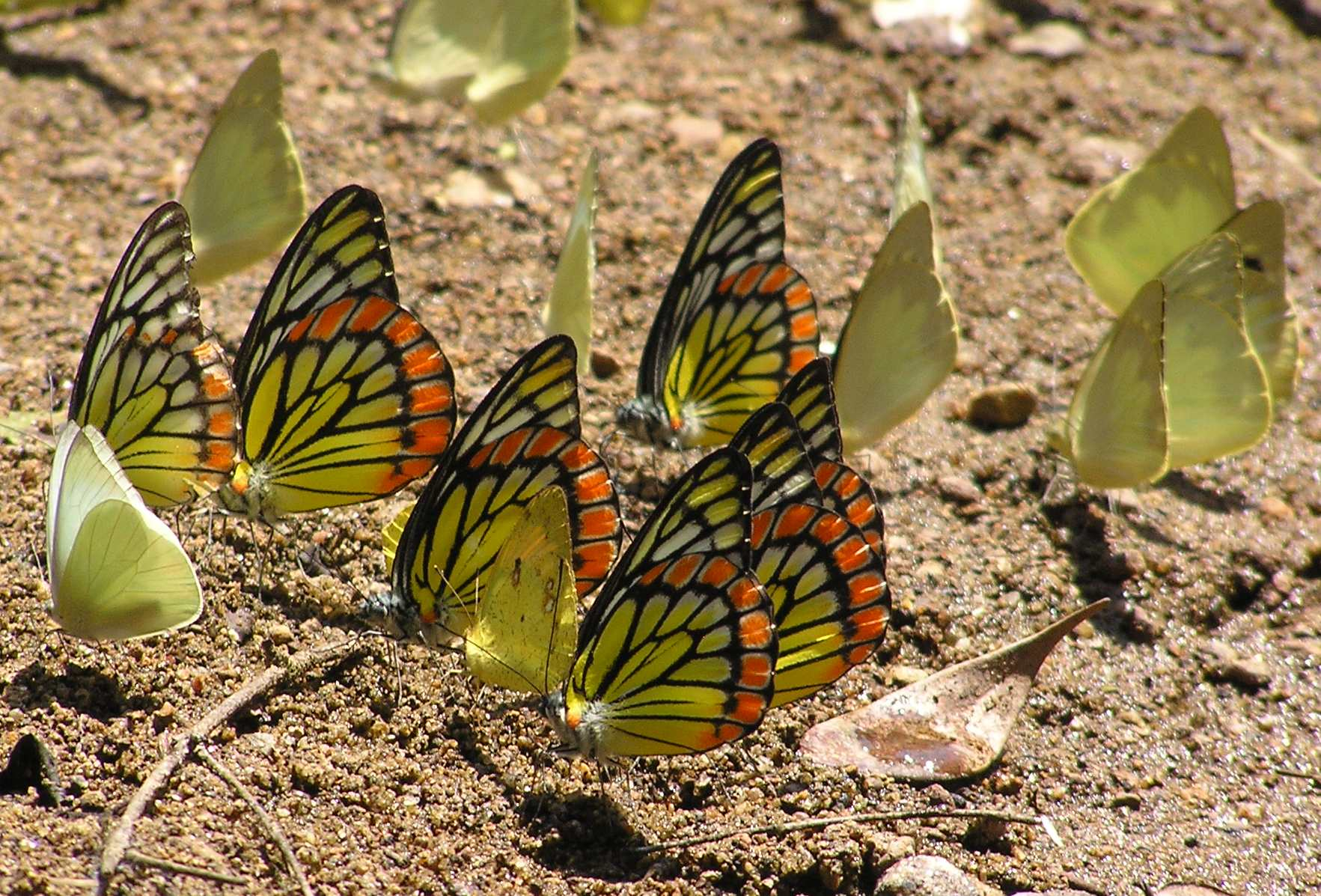